# 乱墩子墓群
乱墩子墓群，位于中国甘肃省永昌县，为一个省级文物保护单位，类型为古墓葬。
乱墩子墓群的历史年代为汉代。